# بوم‌تروریسم
برای اقدامات غیرقانونی و زیان‌آور علیه منابع زیست‌محیطی به تروریسم زیست‌محیطی مراجعه کنید.
بوم‌تروریسم یا اکوتروریسم (به انگلیسی: Eco-terrorism) به عمل خشونت‌آمیز هواخواهان بوم‌شناسی، در مقابل یک فرد یا تخریب دارایی‌های او گویند. بوم‌تروریسم در اف‌بی‌آی این‌گونه تعریف شده‌است «عمل خشونت‌آمیز یا تهدید به خشونت علیه مردم یا اموال آن‌ها، توسط محیط زیست‌گراها به دلایل زیست‌محیطی یا سیاسی، با هدف تحت تأثیر قرار دادن افراد دیگر».
به موازات گسترش تخریب طبیعت در سال‌های اخیر و بی‌توجهی دولت‌ها نسبت به ازبین رفتن محیط زیست، بسیاری از افراد شخصاً دست به کار شده و با کمک و همفکری از شبکه‌های اجتماعی و اینترنت به تشکیل گروه‌های زیرزمینی و فعالیت‌های رادیکال در دفاع از طبیعت روی آوردند. از جمله این گروه‌ها می‌توان به جبهه آزادی‌بخش زمین، جبهه رهایی جانوران، صلح سبز و غیره اشاره کرد که به آتش زدن و صدمه به ساختمان‌ها، املاک و منافع شرکت‌های آلوده‌کننده یا تخریبگر محیط زیست می‌پردازند. 
از روش‌های آن‌ها می‌توان به میخ‌کاری درختان اشاره کرد. طی این روش که با هدف جلوگیری از قطع درختان صورت می‌پذیرد میله یا میخ آهنی را به درخت می‌کوبند تا وارد آن شود و بعداً برای قطع‌کنندگان آن ایجاد خطر و هزینه کند، آن‌ها معتقدند این مسئله در درازمدت باعث حفظ درختان می‌شود.